# مع المغتربين
مع المغتربين برنامج إذاعي سوري .يبث من إذاعة صوت الشعب في دمشق. من اعداد وتقديم الإعلامية  ميساء يونس .البرنامج  هو اسبوعي يبدأ كل يوم  سبت الساعة 5,00 مساء بتوقيت دمشق. 
برنامج (مع المغتربين )يُعنى بشؤون المغتربين وتواصلهم مع وطنهم الام سوريا,ويوصل ندائاتهم إلى الداخل السوري.

## وصلات خارجية
http://live.rtv.gov.sy/RShaab.aspx
باللغة العربية: www.facebook.com/With.Expatriates
باللغة الإنكليزية : www.facebook.com/SwatAlShaabRadioDa
http://syriagate.com/266/%D8%A5%D8%B0%D8%A7%D8%B9%D8%A7%D8%AA
http://www.rtv.gov.sy/